# Sächsischer Genitiv
Der Begriff sächsischer Genitiv (siehe auch Genitivattribut) bezeichnet ein grammatisches Phänomen, nämlich eine Genitivkonstruktion, bei der der abhängige Teil (im Genitiv) dem regierenden Substantiv vorangeht (z. B. seines Glückes Schmied, Hauffs Märchen). Mit „sächsisch“ ist in diesem Zusammenhang „angelsächsisch“ gemeint, da die Bezeichnung ursprünglich aus der Grammatik des Altenglischen stammt. Auf Englisch heißt er „Saxon genitive“ oder „apostrophic genitive“ (z. B. Fisherman’s friend, Peter’s mother’s lover’s son). Nach dem englischen Plural-s wird nur der Apostroph gesetzt (z. B. my sons’ friends, our daughters’ school, jedoch your children's work, those women's books). Auf -s endende Eigennamen erhalten gewöhnlich die Endung -'s (z. B. St James's Park; es sind jedoch auch Formen ohne -'s in Gebrauch, etwa King Charles' activities).

## Begriff
Im Englischen kann die Entsprechung zum deutschen Genitiv zum einen durch Anhängen von Apostroph-s an das deklinierte Substantiv und zum anderen durch eine Präpositionalkonstruktion mit of gebildet werden:
the car’s inventor
the inventor of the car
Die Genitiv-s-Variante stammt aus dem Angelsächsischen und wird deshalb auch sächsischer Genitiv genannt. In vielen nichtwissenschaftlichen deutschsprachigen Publikationen wird der Begriff auf die im Deutschen teilweise fälschliche Schreibung der Konstruktion mit Apostroph beschränkt.

## Linguistische Besonderheiten
Kennzeichnend für den sächsischen Genitiv ist, dass die gesamte Konstruktion stets definit gedeutet wird: in dem Ausdruck Peters Auto / Peter’s car ist ein ganz bestimmtes Auto (nämlich das einzige Auto, das Peter in der jeweiligen Situation gehört) gemeint, obwohl kein definiter Artikel zusätzlich erscheint. Die Lesart irgendeins von Peters Autos ist also hier nicht möglich. Bei anderen Genitivvarianten hingegen sind definite und indefinite Genitive möglich. Zur Unterscheidung ist dabei, anders als im sächsischen Genitiv, ein Artikel für die Gesamtkonstruktion nötig.
- das Auto von Peter / ein Auto von Peter
- the designer of a car / a designer of cars

In der englischen Sprache wird der sächsische Genitiv morphophonologisch durch ein Klitikum „s“ markiert, welches sich rechts an die gesamte regierte Phrase anhängt (Phrasengrenzen in den Beispielen durch eckige Klammern gekennzeichnet):
[[Peter]’s car] (Peters Auto)
[[Laura and Peter]’s car] (Lauras und Peters Auto)
Dieses Beispiel (Laura statt Laura's) und die folgenden zeigen, dass es sich im Englischen, trotz der traditionellen Bezeichnung, laut manchen Linguisten nicht mehr um einen grammatischen Genitiv handelt, sondern um ein daraus abgeleitetes sprachliches Phänomen, das alle davor erwähnten Teile der regierten Phrase in eine dem Genitiv ähnliche syntaktische Konstruktion einschließt.
[[the king of England]’s horse] (das Pferd des Königs von England)
[[the prime minister of the United Kingdom]’s office] (Das Büro des Premierministers des Vereinigten Königreichs)
[[the policeman who hit the demonstrator]’s car] (das Auto des Polizisten, der den Demonstranten geschlagen hat)
Im letzten Beispiel ist die Bedeutung nicht eindeutig, wenn die beschriebene Situation und deshalb die Phrasengrenzen nicht bekannt sind: der Polizist, der das Auto des Demonstranten geschlagen hat ist dann auch eine grammatisch mögliche Interpretation:
[the policeman who hit [the demonstrator]’s car]
Die folgende Variante zeigt, dass der Artikel vor demonstrator zu diesem Wort und nicht zu car gehört, denn auch hier (siehe oben) ist die Lesart irgendeins von den Autos des Demonstranten nicht möglich:
[the policeman who hit [a demonstrator]’s car]

## Orthographie
In der englischen Sprache wird der sächsische Genitiv durch ein apostrophiertes -'s am Ende der regierten Phrase geschrieben:
Laura and Peter’s car.
Im Deutschen war die Schreibung mit Apostroph im 19. Jahrhundert nicht selten. Der Duden missbilligte sie zunächst nur: Bei Genitiven sei es „nicht erforderlich“, einen Apostroph zu setzen. Dies wurde jedoch in der Reform der deutschen Rechtschreibung von 1901 abgeschafft – die Schreibung des sächsischen Genitivs mit Apostroph war damit generell als falsch zu werten. Dies wurde jedoch nicht vollständig in die (schriftliche) Alltagssprache übernommen; noch in den 1920ern war die apostrophierte Schreibweise die gängige Wahl vieler Unternehmen (Meier’s Weltreisen, Hütter’s neue Wohnwelt etc., vgl. auch Beck’s, Brehm’s), welche im Nachhinein umfirmierten. Seit der Rechtschreibreform von 1996 ist diese Verwendung zulässig, wenn sie die Grundform eines Eigennamens verdeutlichen soll (z. B. Andrea’s Blumenecke). Auf -s endende Eigennamen (auch phonetisch) erhalten nur den Apostroph (z. B. Andreas' Blumenecke, Herrn Schmitz' Pfeife oder Helmut Rix' Veröffentlichungen). Diese Schreibgewohnheit wird auch bei entsprechenden französischen Eigennamen beibehalten; der Apostroph erzeugt dann die Aussprache mit -s (z. B. Alexandre Dumas' Romane oder Stéphane Chantreux' Leistungen).